# Ѿ
Cette page contient des caractères spéciaux ou non latins. S’ils s’affichent mal (▯, ?, etc.), consultez la page d’aide Unicode.

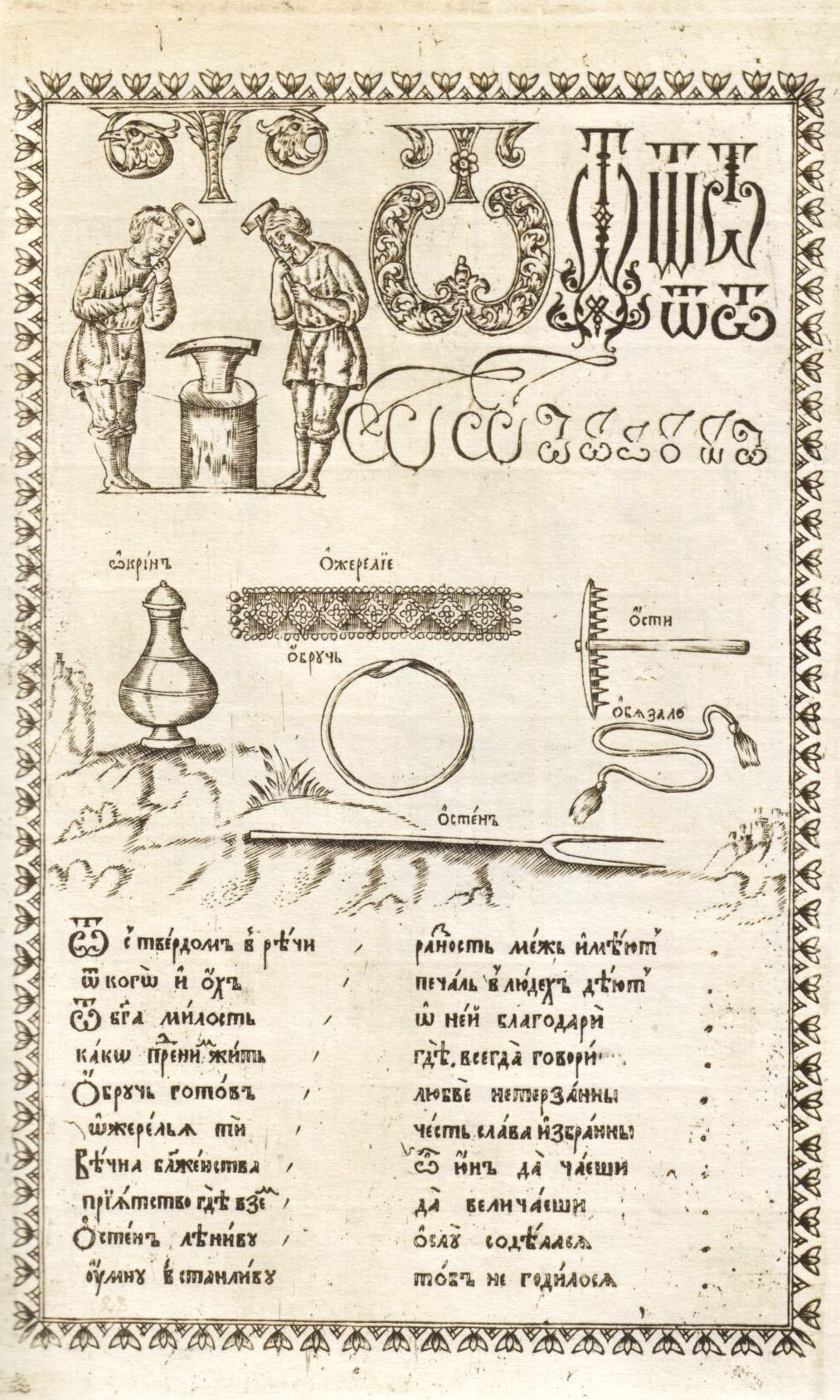
Les formes du ot dans l’Alphabet de Karion Istomin de 1694.

La lettre Ѿ (en minuscule ѿ), appelée ot, est une ancienne lettre de l'alphabet cyrillique.
La lettre est originellement la ligature d'un Ѡ et d'un Т. Mais elle devient lettre à part entière dans l'alphabet cyrillique.
La lettre est utilisée en slavon d'église dans deux cas : soit pour représenter la préposition отъ, qui signifie « en provenance de », soit pour représenter le préfixe от. Toute autre occurrence des lettres от ne peut être remplacée par ѿ.
Le symbole ѿ, est une des alternatives utilisées, comme ѡ҃ (oméga titlo), ou ѡ꙯ (oméga vzmet), pour représenter le nombre 800.
Le code Unicode de Ѿ est U+047E et celui de ѿ est U+047F.